# Departamento Loventué
Das Departamento Loventué liegt zentral in der Provinz La Pampa im Zentrum Argentiniens und ist eine von 22 Verwaltungseinheiten der Provinz. 
Im Norden grenzt es an die Provinz San Luis, im Westen an die Departamentos Chalileo und Limay Mahuida, im Osten an die Departamentos Conhelo und Toay und im Süden an das Departamento Utracán.
Hauptstadt des Departamento ist Victorica.

## Gemeinden
Weitere Gemeinden sind Telén und Quemado, Teile des Gemeindegebiets von Luan Toro und die Comisión de fomento Loventué.
Koordinaten: 36° 12′ S, 65° 24′ W